# Trick 17
Trick 17 wird im Sprachgebrauch als Beschreibung eines Lösungsweges bei Problemen verwendet. Einerseits werden damit Lösungswege bezeichnet, die originell oder ungewöhnlich sind. Eine solche Lösung kann jedoch nur bei Erfolg Trick 17 genannt werden, da ein Trick 17 immer und sofort auf Anhieb funktionieren muss. Andererseits werden mit Trick 17 aber auch solche Lösungswege bezeichnet, die offensichtlich sind und auf der Hand liegen. Die ironische Wendung „Trick 17 mit Selbstüberlistung“ bezeichnet jedoch als spöttischer Kommentar einen (meist vermeintlich raffinierten) Lösungsansatz, der auf mehr oder minder komische Weise scheitert.

## Verwendung
In der Schweiz verwendet man dafür den sehr ähnlichen Ausdruck Trick 77, in Finnland Trick 3 (kikka kolmonen), in Frankreich heißt es Système D.
Die deutsche Redewendung soll laut Heinz Küpper, Illustriertes Lexikon der deutschen Umgangssprache (1984), erst nach 1950 geläufig geworden sein. Ihre Herkunft ist laut Gerhard Müller, Leiter der Sprachberatung bei der Gesellschaft für deutsche Sprache, nicht eindeutig geklärt.
Auch der DEFA-Spielfilm Trick 17b bezog sich auf diese Redewendung.

## Herkunft
Es gibt unterschiedliche Vermutungen über die Herkunft der Redewendung:
- In dem Taschenbuch Haben Fische Durst? berichtet die Autorin unter Berufung auf einen Sprachwissenschaftler der Gesellschaft für deutsche Sprache, dass der Begriff auf das Kartenspiel Whist zurückgehe, bei dem ein Stich mit seinem englischen Begriff trick bezeichnet wird.[3] Als Erklärung für die besondere Bedeutung des Trick 17 beim Whist wird erwähnt, die höchstmögliche Stichzahl in diesem Kartenspiel sei 17.
- Eine weitere Vermutung ist der Zusammenhang mit dem im Jahre 1796 großes Aufsehen erregenden algebraischen Beweis durch Carl Friedrich Gauß, dass sich mit Zirkel und Lineal ein regelmäßiges Siebzehneck konstruieren lässt. Im Jahre 1825 veröffentlichte dann Johannes Erchinger (1788–1829) eine praktische Konstruktionsanleitung für das regelmäßige Siebzehneck.[4]
- Eine dritte Vermutung bringt den Trick 17 mit dem Ersten Weltkrieg in Verbindung. Damals hatte Frankreich einen Plan XVII (plan dix-sept), um sich gegen einen deutschen Angriff über Elsaß-Lothringen zu verteidigen, der jedoch aufgrund des Einfalls der Deutschen über Belgien fehlschlug. Dieser plan dix-sept sei als Trick 17 eingedeutscht worden.[5]
- Mitunter wird die Herkunft des Begriffs Trick 17 mit dem fiktiven Magier Carlos Luminoso in Verbindung gebracht. Danach soll der Trickkünstler ein Buch voll Zaubertricks hinterlassen haben, in dem die letzten Seiten fehlten, auf denen sein Trick Nummer siebzehn stand. Diese Herleitung ist frei erfunden.[6]